# Vidöstern
Vidöstern is een meer in het Zweedse landschap Småland en de provincie Jönköpings län. Het meer heeft een lang gestrekte vorm, heeft een oppervlakte van 45 km², ligt 144 meter boven de zeespiegel en is maximaal 45 meter diep. Door het meer loopt de rivier de Lagan. Net ten noorden van het meer ligt de stad Värnamo.